# Roaring Lions
Il Roaring Lions football club o semplicemente Roaring Lions è una squadra di calcio Anguillana.
È la squadra più titolata della nazione avendo vinto per dieci volte la AFA League, la massima serie del campionato nazionale di calcio di Anguilla.

## Storia
Il club è stato fondato nel 1982, ha vinto il primo titolo nazionale nel 2000 e l'ultimo nel 2022.

## Palmarès
Competizioni Nazionali
- AFA League: 10 (record) [1] 2000, 2001, 2002, 2005, 2009, 2013/14, 2016/17,2019/20, 2021, 2022